# Denis Rigal
 (février 2021).
Si vous disposez d'ouvrages ou d'articles de référence ou si vous connaissez des sites web de qualité traitant du thème abordé ici, merci de compléter l'article en donnant les références utiles à sa vérifiabilité et en les liant à la section « Notes et références ».
Pour les articles homonymes, voir Rigal.
Denis Rigal, né le 16 mars 1938 à Chanaleilles dans la Haute-Loire et mort le 10 mai 2021 à Brest, est un poète et universitaire français, qui a enseigné la poésie et la littérature irlandaise et américaine à l'université de Bretagne occidentale de Brest.

## Biographie
En 1983, il fut le cofondateur avec Paol Keineg et Alain Le Beuze de la revue Poésie-Bretagne.
Il a traduit des auteurs irlandais tels que Brian Coffey, Thomas Kilroy (en) ou encore Derek Mahon (en).
En 2013, il a reçu le prix Georges Perros de la ville de Saint Malo, et en 2014 le prix Paul Verlaine de l'Académie française pour Terrestres. En 2019, La joie peut-être a été finaliste du Grand Prix de Poésie de la SGDL et a reçu le prix Heredia de l'Académie française.

## Œuvres
Poésie
- Lieu du conflit, Éditions Rougerie, 1975
- Patience, Rougerie, 1977
- Mémoire du chasseur, Rougerie, 1983
- Fondus au noir, Éditions Folle Avoine, 1996
- Estran, Wigwam éditions, 2000
- Les Proies et les Ombres, éditions HB, 2005
- Aval, Gallimard, 2006
- Terrestres, Le Bruit du temps, 2013 (Prix Georges Perros, Saint Malo, 2013 ; Prix Verlaine de l'Académie Française, 2014)
- La joie peut-être, Le Bruit du temps, 2018 (Prix Heredia de l'Académie Française, 2019)

Essai
- Le "Movement" et la poésie de Philip Larkin, 1984
- Éloge de la truite, essai autobiographique, Apogée, 2013
- Le bel été. Quarante-quatre et la suite..., essai autobiographique, Éditions du Roure, 2015
- Un chien vivant, essai autobiographique, Apogée, 2018

Anthologie
- Poésies d’Irlande, anthologie bilingue, Sud, 1987

Traductions
- Derek Mahon : La Veille de nuit, édition bilingue avec J. Chuto, Éditions Folle Avoine, 1996
- Thomas Kilroy : La Vraie Vie de Mathieu Talbot, Éditions Folle Avoine, 1997
- Brian Coffey : La Mort d’Hektor et autres poèmes, édition bilingue, Éditions Folle Avoine, 1999